# 鄭斗彦
鄭 斗彦（チョン・ドゥオン、朝鮮語: 정두언、1957年3月6日 - 2019年7月16日）は、大韓民国の官僚、政治家、歌手 。本貫は河東鄭氏。キリスト教徒。
かつては第32代ソウル特別市長および17代大統領の李明博の最側近の一人であり、一時期は第二人者とされるも、後は権力の中心から遠ざかった。彼の父は同じ世代の年上の近い親戚である6選国会議員、国会副議長の鄭成太の運転手を務めたため、鄭成太は彼を政界に入門させた。また、中華人民共和国に帰化した作曲家の鄭律成も一族の親戚である。
2000年の第16代総選挙でソウル西大門区から国会議員に出馬したが落選してうつ病で病院に入院した。この時、病院を訪問した李明博によって抜擢されハンナラ党とセヌリ党で活動した。2000年 - 2003年ソウル特別市の政務副市長、2004年以降、第17・18・19代韓国国会議員である。

## 生涯
- ソウル大学校社会科学大学貿易学科学士
- ジョージタウン大学公共政策大学院行政学修士
- 国民大学校大学院行政学科博士
- 高麗大学校コンピュータ科学技術大学院最高位課程
- 韓国放送通信大学校英語英文学科4年在学[2]
- 大韓民国政務第2長官室の職員
- 1982年 大韓民国体育部の職員
- 1985年 国務総理室の青少年對策班の職員
- 国務総理室の行政調整室長秘書官
- 国務総理秘書室の職員
- 1991年 - 1993年 アメリカ合衆国留学
- 国務総理室政務秘書官
- 国務総理室情報秘書官
- 国務総理室公報秘書官
- 2000年 - 2003年 ソウル特別市の政務副市長
- 2004年 17代韓国国会議員
- 2008年 18代韓国国会議員
- 2012年 19代韓国国会議員

### 政界引退後
2016年に行われた第20代総選挙で落選。落選後は深刻なうつ病により自殺を試みたが未遂に終わり、妻とも離婚した。だが、テレビ番組では保守系の論客として出演して活躍している。
2018年2月のTBSの番組で李明博の妻の金潤玉が選挙に介入したことを少し暴露したが、具体的な事情は話さなかった。しかし、同年3月に2007年の大統領候補の選出の過程で金潤玉がニューヨークで実業家から札束が入ったブランドのバッグを受け取ったことをメディアが報じ、MBCの取材に対して李明博の側近は「自分はよく知らない」「鄭元議員に聞け」という返答をしたため、鄭の暴露は再び注目された。また、同年12月には、ソウル麻浦区で日本料理店を出店した。
2019年7月12日にCBSラジオのニュースショー番組に出演し、日韓の対立について「チキンゲームに進んではならないのに（韓国の）政界でチキンゲームにしきりに追い込もうとする人たちがいて心配」「乗用車とトラックが互いに向かい合って走っているのにどっちの被害が大きいだろうか」と日本と韓国の対立では経済規模の小さいが被害を受けると指摘した。
「国産品」が必ず日本の機械で造られてることから、韓国の日本製品不買運動や反日扇動を批判している。逆に対日関係において韓国国内の反日国民世論よりも韓国の大局的な国益を優先した金大中大統領を高く評価し、盧武鉉大統領を人の話は聞かないが、人の話を実行する融通が聞く人としている。逆に文在寅大統領を「傾聴」するが自分の考えを実行する融通が聞かない人と批判している。
テレビ番組の司会を務めるなどテレビやラジオなどで活発に活動していたが、同月16日午後にソウル市内の家の近くにある北漢山の山裾の公園付近で遺体で見つかった。自宅に遺書があったという。

## 著作
- 最高の首相、最悪の首相（최고의 총리 최악의 총리）
- 韓国の保守、崖に立つ（한국의 보수、비탈에 서다）